# Cissus glossopetalus
Cissus glossopetalus är en vinväxtart som först beskrevs av Bak., och fick sitt nu gällande namn av Karl Suessenguth. Cissus glossopetalus ingår i släktet Cissus och familjen vinväxter. Inga underarter finns listade i Catalogue of Life.